# Plegadis chihi
El morito cariblanco (Plegadis chihi), también conocido como ibis de cara blanca, cuervillo de cañada y cuervo de pantano, es una especie de ave pelecaniforme de la familia Threskiornithidae ampliamente distribuido por América, desde el sudoeste de Estados Unidos hasta el centro de Argentina y el sur de Chile.

## Taxonomía
El morito cariblanco tiene un gran parecido con el Morito común con el que está estrechamente relacionado, y en el pasado a veces se consideraba una subespecie de este. Se cree que al llegar al Nuevo Mundo, una pequeña población aislada de morito común evolucionó para convertirse en su propia especie separada. Sin embargo, estudios filogenéticos moleculares recientes muestran que el Morito común  y el morito cariblanco descenderían de un ancestro común. De hecho, los miembros de las poblaciones de morito cariblanco en los Estados Unidos parecen estar más estrechamente relacionados con el morito común que los miembros de las poblaciones de morito cariblanco en el sur de Brasil. No se conocen subespecies.

## Descripción

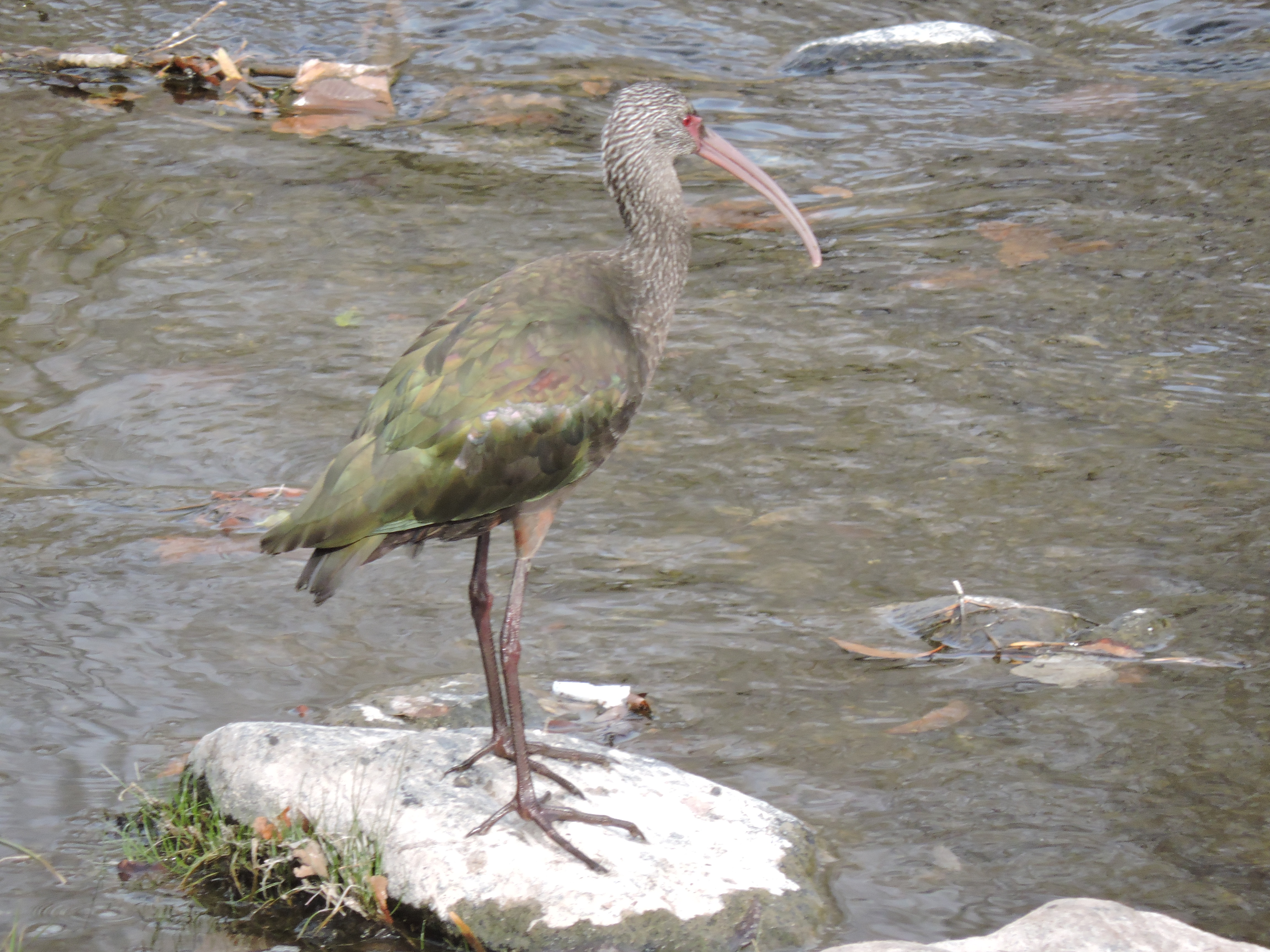
Ejemplar de la población sudamericana

El morito cariblanco pesa entre 450 y 525 gramos y tienen una longitud de 46 a 56 cm; siendo los ejemplares de Sudamérica, por regla general, de menor tamaño que los de Norteamérica. Su plumaje es de color marrón rojizo brillante en la parte anterior del cuerpo y la cara interna de las alas. Este tono marrón se va oscureciendo en la parte posterior incluida la cola. Las alas son de color verdoso y broncíneo con tonos metalizados. Presenta una zona de piel desnuda en la cara, entre el ojo y la base del pico, de color rosado y que está enmarcada por una línea de plumas blancas; característica que le da el nombre a esta especie. Tienen los ojos de color rojo y las patas son también de este color. Los sexos no presentan diferencias en la apariencia física pero los machos son más grandes. El pico es de color grisáceo, midiendo entre 15 y 18 cm, siendo el de los machos de mayor tamaño. Cuando nacen están escasamente cubiertos por un plumón oscuro que pierden tras dos semanas y empiezan a crecerles plumas verdes y violáceas. 
La esperanza de vida de este ibis en libertad es de 9 años, extendiéndose hasta los 14 en cautiverio.

## Distribución y hábitat
Esta especie se encuentra ampliamente extendida con dos rangos muy diferenciados: una población se encuentra en América del Norte y Centroamérica; y otra población se encuentra en América del Sur. Los ejemplares de Norteamérica y Centroamérica se distribuyen por la mayor parte del oeste de Estados Unidos y por todo México. Las zonas de cría se expanden en el norte del continente hasta el sur de Canadá. Además, se encuentran en la mayor parte de la costa del Golfo de México. Estas aves de Norteamérica, salvo las poblaciones del Golfo de México, California y México central (que son poblaciones residentes), migrarán hacia el sur durante la temporada en que no se reproducen. Las poblaciones de América del Sur no migran durante el invierno. Se encuentran desde el sur de Brasil y el sureste de Bolivia hasta el norte de Argentina. Existe una población aislada por la Cordillera de los Andes en la costa de Chile.
El morito cariblanco se encuentra en regiones templadas y tropicales. Tiende a vivir en pantanos de agua dulce y salada que contienen muchos juncos y otras plantas acuáticas que utilizan para anidar, para obtener materiales para construir el nido y para encontrar comida. Estas aves también se encuentran alrededor de estanques, ríos y en praderas inundadas y campos agrícolas. Requieren condiciones de lluvia adecuadas tanto para la alimentación (pues requieren aguas poco profundas) como para anidar, por lo que condiciona las zonas donde viven y los obliga a realizar migraciones. Se encuentran hasta 2500 m de altitud.

## Comportamiento
Los moritos cariblancos son aves sociales y nómadas. Si un área de alimentación se vuelve demasiado seca, se irán en busca de una ubicación más adecuada. Vuelan distancias relativamente largas para encontrar comida. La velocidad de vuelo es de aproximadamente 48 a 53 km por hora, vuelan con el cuello y las patas extendidas en una formación en V con otras aves para mayor eficiencia. Los padres protegerán del sol a sus crías mientras están en el nido ya que las crías tienden a morir rápidamente por exposición al calor. Estas aves son gregarias y viven en grandes grupos. Son tolerantes con otros ibis fuera de la temporada de reproducción. Durante la temporada de reproducción, defenderán un área de aproximadamente un metro alrededor de su nido, que estará a dos metros de los de sus vecinos. Los moritos cariblancos se alimentan en bandadas, aprovechando los insectos y otras presas perturbadas por sus congéneres. 
Estas aves se alimentan sondeando el suelo y el fango con su largo pico en busca de pequeños animales. Se juntan para alimentarse en grandes grupos de varios cientos de individuos en áreas húmedas, alrededor de masas de agua y en agua poco profundas (menos de 20 cm). Son principalmente carnívoros y se alimentan de insectos, crustáceos, arañas, caracoles, sanguijuelas y anfibios. Los caracoles y babosas son sus presas principales y llegan a representar del 55 al 90% de su dieta. La dieta varía según la estación (más captura de insectos en primavera y verano) y según el sexo (el macho suele comer más caracoles y babosas, mientras la hembra tiende a comer más insectos). 
Si las condiciones son favorables, el proceso de apareamiento comienza poco después de que los moritos regresen de sus lugares de invernada. Si las condiciones no son favorables, el apareamiento puede retrasarse temporalmente o no realizarse en absoluto en ese año. Se concentra en grandes colonias para la anidación. Se desconoce cuándo el macho y la hembra se emparejan. Algunos regresan ya emparejados de los lugares de invernada y otros forman parejas en una o dos semanas tras volver. Tampoco se sabe cuánto dura este emparejamiento. Los machos realizan exhibiciones sobre posibles lugares de anidación pero será la hembra la que decida el sitio final, que suele ser entre el follaje de arbustos densos (como juncos y espadañas) y en árboles no muy altos que se encuentren por encima del agua. 
Se reproducen una vez al año. La temporada de reproducción en América del Norte es de abril a mayo. En el caso de condiciones de reproducción desfavorables, esta temporada a veces puede durar hasta mediados de junio o la temporada puede omitirse por completo. En América del Sur, la temporada de reproducción ocurre en noviembre y diciembre. Los huevos se ponen en un intervalo de uno a dos días con un tamaño medio de nidada de entre tres y cuatro huevos y pueden llegar hasta los siete. Los huevos eclosionan después de aproximadamente 20 días. Antes de que los jóvenes puedan volar solos, son alimentados por sus padres. Durante la primera semana después de la eclosión, hay una tasa de mortalidad del 60% para el tercer y cuarto huevo, en comparación con una tasa de mortalidad del 5% para el primer y segundo huevo. Los jóvenes se abandonan el nido después de cinco semanas y son independientes después de ocho semanas. 
Los padres se turnan para hacer el nido y protegerlo. El macho comienza a proteger el nido mientras la hembra recoge materiales y luego el papel se invierte mientras la hembra construye el nido, el macho recoge materiales. Una vez que los huevos han sido puestos, los padres se turnan para cuidarlos, normalmente los machos durante el día y las hembras por la noche. Ambos sexos protegerán ferozmente el nido y el área alrededor del mismo. Protegen del sol o incuban los huevos para mantenerlos a la temperatura correcta. Tanto hombres como mujeres adultos alimentarán a los jóvenes regurgitando alimentos parcialmente digeridos. 
Las crías y los huevos tienen numerosos depredadores como: gaviotas, urracas, martinetes, cuervos, mapaches, mofetas, coyotes y comadrejas. Los adultos sufren menos depredación pero el halcón peregrino y el busardo colirrojo son capaces de cazarlo. El hombre es su mayor depredador que lo caza por su carne, sus plumas o por deporte.

## Conservación
Está catalogado por la UICN como preocupación menor debido a la gran amplitud de su rango y a que las poblaciones se encuentran en buen estado e, incluso, con tendencia creciente. Se estima que la población global consta de 1.200.000 ejemplares. Se encuentra amenazado por el cambio climático y la contaminación que pone en peligro la calidad de los hábitats donde vive. Las actividades humanas como la caza y los pesticidas usados para la agricultura también suponen un peligro.

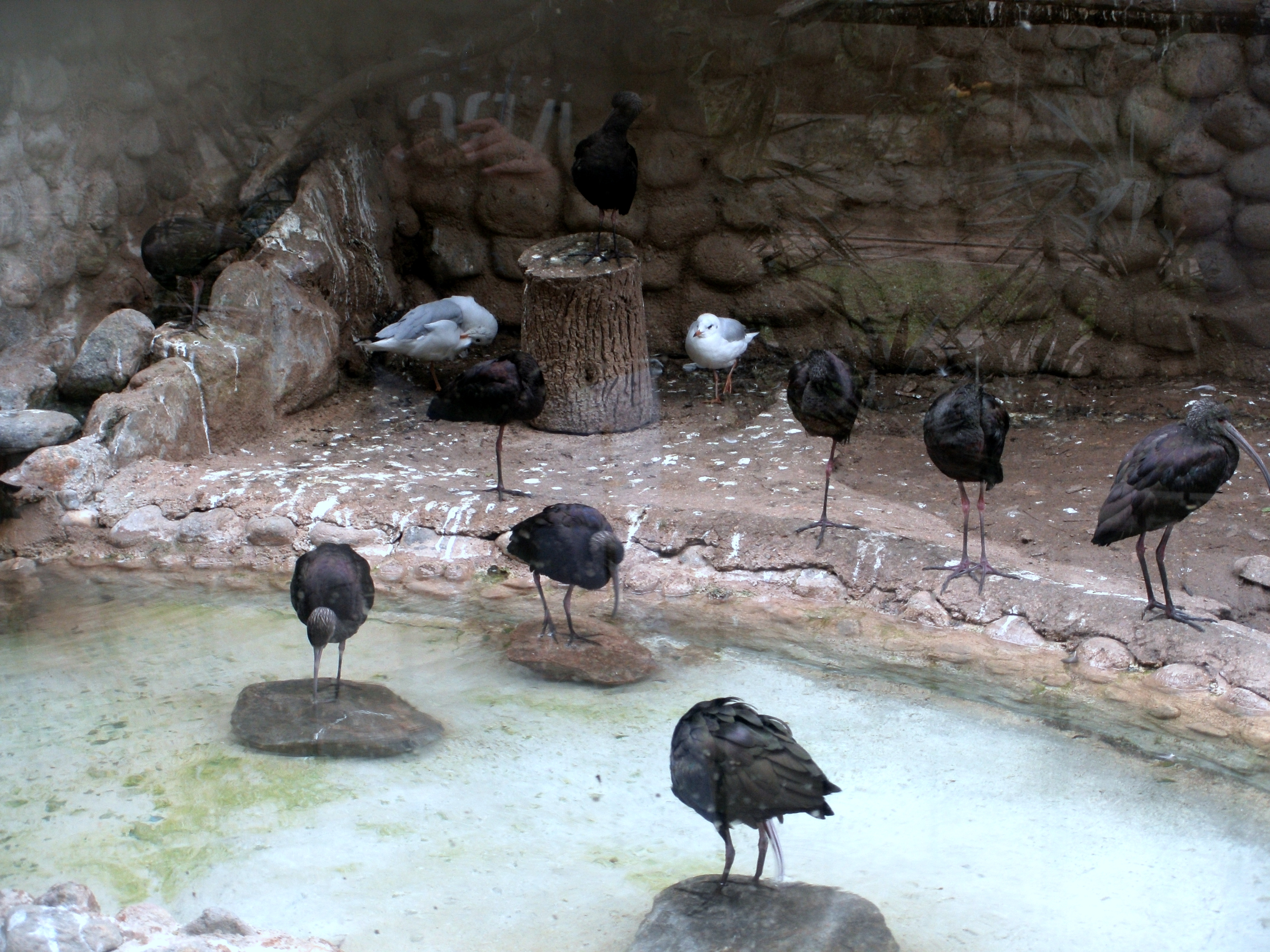
Ejemplares cautivos en el Zoológico de Córdoba.